# 史英文
史英文（1965年—），上海人，汉族，中华人民共和国政治人物、第十一届全国人民代表大会广西地区代表。
毕业于北京大学经济学专业。担任广西荣和企业集团有限责任公司董事长。2008年起担任全国人大代表。